# Ficzere Mátyás
Ficzere Mátyás (Kaposvár, 1949. december 15. –) magyar iparművész, keramikus, politikus, országgyűlési képviselő.

## Életpályája

### Iskolái
Az általános iskolát szülővárosában végezte el. Középiskolába Pécsre, a Képző- és Iparművészeti Gimnázium kerámia szakára járt; 1968-ban érettségizett.

### Pályafutása
1968–1971 között a kaposvári Agyagipari Háziipari Szövetkezet segédmunkása, 1971–1973 között szabadkézi korongosa volt. 1969–1971 között katona volt Nyíregyházán és Pécsen; tartalékos tiszti tanfolyamot is végzett. 1973-tól saját műhelyében bedolgozóként készít kerámiatárgyakat. 1975-ben fazekas népi iparművész címet kapott. 1981-től egyéni alkotó.

### Politikai pályafutása
1989 óta az SZDSZ tagja; Kaposváron városi ügyvivője. 1990–1991 között, valamint 1993–1994 között a Honvédelmi bizottság tagja volt. 1990–1994 között országgyűlési képviselő (Somogy megye) volt. 1994-ben felhagyott az aktív politizálással.

## Családja
Szülei: Ficzere István és Csenger Etelka. Felesége, Szijártó Réka. Egy fia született: Mátyás (1972).

## Díjai, elismerései
- Fazekas népi iparművész (1975)
- a 6. pécsi Ipari Vásár bronz plakettje (1977)
- a Budapesti Műgyűjtők és Műbarátok Egyesületének Országos pályázatán I. és Közönség Díj (1980)
- Kiváló Dolgozó (1981)
- Alpok-Adria Nemzetközi Vásár Vásárdíja (1993)
- Nemzetközi Kiállítás és Vásár Vásárdíja (Marcali, 1993)
- Magyar Kézműves Remek cím (2013)[3]
- Somogy megyei Prima-díjas (2016)[4]